# Продолжатели Фредегара
Продолжатели Фредегара (Продолжения Фредегара; лат. Continuationes chronicarum quae dicuntur Fredegarii) — закрепившееся в исторической науке название франкской хроники VIII века, составленной в целях прославления деяний членов набиравшей силы династии Каролингов. Хронологически является продолжением «Хроники» Фредегара. Писалась тремя авторами последовательно на протяжении почти 20 лет.
Первый автор, переработав «Книгу истории франков», написал главы 1—17, которые охватывали период с 657 по 736 год. Второй автор, работавший на одной из вилл, принадлежащих сыну Пипина II Геристальского графу Хильдебранду I, составил главы 18—33 (годы 737—752). Сын Хильдебранда I, граф Нибелунг I, также проявил заинтересованность в продолжении хроники и под его покровительством третий автор составил главы 34—54, описывающие события 753—768 годов.
Несмотря на точность в изложении фактов, авторы хроники старались избегать освещения событий, которые могли бы скомпрометировать представителей династии Каролингов (например, внутрисемейные конфликты), а также проявляли явные проавстразийские симпатии в ущерб Нейстрии. Хроника является ценным историческим источником, который в сопоставлении первой своей части с пронейстрийской «Книгой истории франков», а второй — с древнейшими франкскими анналами, дает весьма полную картину истории Франкского государства за период с конца VII века до восшествия на престол короля Карла Великого.

## Издания
- Continuationes chronicarum quae dicuntur Fredegarii. — Monumenta Germaniae Historica. Scriptores rerum Merovingicarum (SS rer. Merov.). 2. Fredegarii et aliorum Chronica. Vitae sanctorum. — Hannover, 1888. — P. 168—193. Архивировано 6 сентября 2017 года.
- Fredegarii Chronicorum Liber Quartus: Cum Continuationibus / Wallace-Hadrill J.-M. — Edinburg: Nelson, 1960. — 258 p.
- Продолжения Фредегара // Хроники Фредегара  / Перевод с латинского, комментарии, вступительная статья Г. А. Шмидта. — СПб., М.: Евразия; ИД Клио, 2015. — С. 241—269. — ISBN 978-5-91852-097-0.
- Продолжатели Фредегара. Восточная литература. Дата обращения: 14 февраля 2010.